# Vlak mira
Vlak mira je naziv za željezničku kompoziciju od 21 vagona kojom se 8. lipnja 1997. godine, tijekom mirne reintegracije hrvatskoga Podunavlja, Hrvatska simbolično vratila u Vukovar, u hrvatsko Podunavlje, na svoje istočne granice.
Vlak je krenuo iz Zagreba i nakon kratkog zadržavanja u Vinkovcima stigao u Vukovar. U vlaku su bili hrvatski predsjednik Franjo Tuđman, najviši politički dužnosnici, crkveni velikodostojnici, članovi diplomatskog zbora, brojni uglednici iz javnog, kulturnog, znanstvenog i gospodarskog života Hrvatske, te oko 2000 prognanih Vukovaraca koji su se spremali za povratak.
Predsjednik Tuđman putovao je s brojnim hrvatskim dužnosnicima i uzvanicima, predstavnicima svih županija, članovima diplomatskoga zbora i novinarima, Vlakom mira, koji je činila kompozicija od 21 vagona, koliko Hrvatska ima županija, doputovao je 8. lipnja 1997. godine, svečano ispraćen iz Zagreba, u Vukovar. Tamo ga je svečano dočekalo mnoštvo Hrvata iz čitave Hrvatske, predstavnika svih nacionalnih manjina i predstavnika UNTAES-a. Vlak se kraće vrijeme zadržao u Vinkovcima gdje ga je pozdravima i pjesmom dočekalo nekoliko tisuća ljudi. Na dijelu željezničke pruge kod Borova Naselja, vlak je kamenovala skupina Srba; nitko nije stradao, jedino je razbijeno nekoliko prozora.
U Vukovaru ispred željezničkog kolodovra počela je svečanost s hrvatskom državnom himnom i minutom šutnje za branitelje Vukovara. Pozdravljajući skup, prijelazni upravitelj general Klein podsjetio je na riječi predsjednika Tuđmana u Belom Manastiru da je sudbina Hrvata i Srba u njihovim rukama. Obraćajući se okupljenom narodu, predsjednik Tuđman pozvao je na praštanje jer „pobjednik koji ne zna praštati sije klice novih zala, a hrvatski narod to ne želi niti je želio ovdje u Vukovaru. Dolazak u Vukovar, simbol hrvatske patnje, otpora, težnji za slobodom i povratkom na istočne granice, na Dunav, znak je naše odlučnosti, da želimo mir, pomirbu, da želimo stvarati primirje i da više nikad ne dopustimo ono što nam se dogodilo. Ovu hirošimsku panoramu u sred Europe, grad Vukovar lakše ćemo obnoviti u materijalnom smislu, ali teško u našem sjećanju”, rekao je Tuđman. Dolaskom Vlaka mira u Vukovar, Hrvatska se vratila na svoje istočne granice, na obale Dunava.

## Poveznice
- Vlak slobode
- Mirna reintegracija hrvatskoga Podunavlja

## Vanjske poveznice
- izvorni tekst na WikIzvoru: Govor Franje Tuđmana u Vukovaru 8. lipnja 1997.